# Maksymilian Landesberger
Maksymilian Landesberger (13. června 1818 Lvov – 25. ledna 1895) byl rakouský právník a politik z Haliče, v 2. polovině 19. století poslanec Říšské rady.

## Biografie
Pocházel z bohaté židovské rodiny. Ve Lvově vystudoval akademické gymnázium, v letech 1832–1833 studoval v Brně filozofii a pak 1834–1836 tři ročníky práv na Lvovské univerzitě. V posledním roce navštěvoval Vídeňskou univerzitu. Zde získal 30. prosince 1839 titul doktora práv. Ve Lvově pak byl na advokátní praxi. V květnu 1848 byl jmenován samostatným zemským a soudním advokátem. V roce 1855 ho ministr Krauss pověřil právním zastupováním dětí. Byl i veřejně a politický aktivní. Na jaře 1849 usedl do lvovské obecní rady a od té doby opakově mandát v obecním zastupitelstvu obhajoval. Jako člen zastupitelstva se uvádí ještě v 2. polovině 60. let. Od roku 1862 také byl opakovaně volen do představenstva lvovské židovské náboženské obce.
V listopadu 1865 opět roku 1867 byl zvolen na Haličský zemský sněm za kurii měst v obvodu Kolomyja. Zemský sněm ho 2. března 1867 zvolil i do Říšské rady (tehdy ještě volené nepřímo).